# Lazareto (Poros)
Lazareto (griechisch Λαζαρέτο (n. sg.)) ist der Name einer kleinen Insel etwa 700 m östlich der griechischen Insel Poros in der Bucht von Monastiriou. Ihr Name soll daran erinnern, dass sie 1837 während einer Pestepidemie als Quarantäne-Insel diente und dort ein Lazarett errichtet war. Sie wird auch nach ihren früheren Besitzern Deimezi (griechisch Δεϊμέζη) oder Karra (griechisch Καρρά) genannt. Etwa 60 m nördlich liegt die etwa 700 m² große Insel Arvanitis (griechisch Αρβανίτης) und 270 m östlich die Insel Bourtzi. Vom peloponnesischen Festland ist die Insel nur 160 m entfernt. Auf der Insel steht heute weder ein Gebäude noch ist sie bewohnt.
Im 19. Jahrhundert erwarb der griechische Politiker Spyridon Deimezis ein Grundstück am Strand von Galatas, das nach seinem Tod sein Sohn Dimitrios Deimezis erbte. Am 30. Juni 1912 wurde Dimitrios Deimezi auch die gegenüberliegende Insel Lazareto vom zuständigen Ministerium zugesprochen. Dieser überschrieb später die Insel seinem Schwiegersohn Vassilis Karras. Der Franzose Henri Goin wollte 1970 die Insel kaufen und ein Haus darauf bauen und leistete eine Anzahlung. Es stellte sich jedoch heraus, dass ein Bau nicht möglich war. Lazareto wurde schließlich Karras Schwiegersohn und Reeder Kapralos vererbt. Am 10. April 1998 wurde die Insel zur archäologischen Stätte erklärt.
Auf der Insel fand man die Ruinen eines Heiligtums, dass fast die komplette Insel bedeckte. Es wurde vermutet, dass es sich hierbei um den Tempel der Athena Apaturia handeln könnte, der nach der Überlieferung auf der Insel Sphairia lag. Eine Abbildung im Buch Hellas, das Leben der alten Griechen von Jacob von Falke von 1887 zeigt eine Phantasierekonstruktion dieses Tempels. Der Betrachter steht an der Küste etwa 350 m westlich des Strands von Plaka und blickt Richtung Osten auf die Insel Lazareto mit dem Tempel. Rechts hinter dem Tempel sieht man die Insel Bourtzi, links die Insel Modi und am linken Rand die Ostküste von Kalavria.